# Stan nadkrytyczny

Wykres fazowy temperatury wody (R) od jej entropii właściwej (Btu/lbm/R)

Stan nadkrytyczny – stan substancji, w którym temperatura i ciśnienie są większe od ciśnienia i temperatury jej punktu krytycznego. 
W punkcie krytycznym zanika różnica gęstości między fazą ciekłą a gazową danej substancji oraz napięcie powierzchniowe, więc w stanie nadkrytycznym nie istnieje granica między cieczą a gazem. Z definicji tego stanu wynika, że przez podniesienie ciśnienia nie można skroplić takiej substancji, tak jak jest to możliwe dla gazu (zwanego parą) poniżej temperatury krytycznej.
Właściwości fizyczne substancji znajdujących się w tym stanie (gęstość, lepkość, współczynnik dyfuzji, przenikalność elektryczna) zależą od temperatury i ciśnienia w stopniu znacznie większym niż w stanie ciekłym, ale mniejszym niż w gazowym. 
Przykładem występowania stanu nadkrytycznego w warunkach naturalnych jest woda wokół kominów hydrotermalnych, która rozgrzana jest do temperatury wyższej niż temperatura wrzenia, ale ze względu na ciśnienie na dnie morza nie może przejść w stan gazowy.